# Antoni Krzeski
Antoni Krzeski (ur. 12 kwietnia 1952 w Warszawie) – polski lekarz otorynolaryngolog, profesor nauk medycznych. Pionier współczesnej rynologii i rynochirurgii w Polsce.

## Życiorys
Ukończył VI Liceum Ogólnokształcące im. Tadeusza Reytana w Warszawie (1969). Studia dentystyczne i lekarskie odbył na Akademii Medycznej w Warszawie w latach 1969–1977. Jego nauczycielem był m.in. prof. Grzegorz Janczewski. W latach 1977–1978 odbył staż podyplomowy w Centralnym Szpitalu Klinicznym MSWiA w Warszawie. Przez całą resztę kariery zawodowej był zatrudniony w klinikach otorynolaryngologii Akademii Medycznej w Warszawie (w 2008 przemianowanej na Warszawski Uniwersytet Medyczny) na stanowiskach: asystenta (1978–1983), starszego asystenta (1983–1986), adiunkta (1986–2001) i profesora (2001–2016). W 1984 obronił pracę doktorską zatytułowaną Odległe wyniki leczenia operacyjnego przewlekłego zapalenia ucha środkowego pod kierunkiem prof. Teresy Goździk-Żołnierkiewicz.
Od 1993 jako pierwszy w Polsce przeprowadzał operacje endoskopowe zatok przynosowych i w obrębie podstawy czaszki. Szkolił się m.in. u prof. Heinza Stammbergera. 30 listopada 1995 uzyskał habilitację na podstawie osiągnięcia Rola kompleksu ujściowo-przewodowego w patomechanizmie przewlekłego zapalenia zatok przynosowych. 18 grudnia 2001 otrzymał tytuł naukowy profesora. W latach 2002–2003 był kierownikiem Kliniki Otolaryngologii I Wydziału Lekarskiego Akademii Medycznej w Warszawie. W latach 2003–2006 był pełnił funkcję konsultanta wojewódzkiego ds. otorynolaryngologii dla woj. mazowieckiego. Od 2011 był kierownikiem Kliniki Otorynolaryngologii Wydziału Lekarsko-Dentystycznego WUM.
Wypromował 14 doktorów nauk medycznych. Uczestniczył w licznych kongresach rynologicznych i laryngologicznych. Pomysłodawca i organizator Międzynarodowej Konferencji Rynologicznej Rhinoforum, która odbywa się corocznie od 2003. Prezes Polskiego Towarzystwa Rynologicznego (wcześniej Stowarzyszenie na Rzecz Rozwoju Rynologii w Polsce „Rynologia Polska”). W 2022 przeszedł na emeryturę.

## Nagrody
Członek honorowy Polskiego Towarzystwa Otorynolaryngologów – Chirurgów Głowy i Szyi. Był wielokrotnie nagradzany przez rektorów Akademii Medycznej w Warszawie i WUM. Jego książka Zapalenia zatok przynosowych została wyróżniona nagrodą indywidualną ministra zdrowia.

## Publikacje
Jest autorem 171 pozycji literaturowych, z czego 46 to oryginalne prace naukowe. Napisał lub redagował dziesięć podręczników medycznych, w tym drugi polski podręcznik o zapaleniu zatok przynosowych. Jest redaktorem naczelnym kwartalnika „Magazyn Otorynolaryngologiczny”. Wybrane publikacje:
- Antoni Krzeski, Ewa Tomaszewska, Iwona Jakubczyk, Anna Galewicz-Zielińska. Anatomic Variations of the Lateral Nasal Wall in the Computed Tomography Scans of Patients with Chronic Rhinosinusitis, „American Journal of Rhinology and Allergy”, 2001, Vol. 15, No. 6, p. 371–375[11]
- Antoni Krzeski, Iwona Gromek. Zapalenia zatok przynosowych, Gdańsk 2008, ISBN 978-83-60945-93-3